# Basilique de Valère
De Basilique de Valère (Basiliek van Valeria), ook wel Château de Valère of Notre Dame de Valère, is een gefortificeerde kerk op de zuidelijkste van de twee heuvels aan de oostzijde van de oude stadsgrens van Sion in Wallis, Zwitserland.

## Bouw en geschiedenis
De oudste delen van het slot en de basiliek van Valeria, genoemd naar Valeriana, de moeder van de Romeinse oud-consul Titus Campanius Priscus Maximianus, stammen uit ongeveer 43 n. Chr., en liggen op een van de twee heuvels die de stad Sion aan de oostzijde van het oude stadscentrum overzien. Hoewel de eerste bouwwerken al uit de Keltische tijd stammen betreft de eerste vermelding van het slot en de kerk een oorkonde uit 1049. De oudste delen van de drieschepige, uit vier overspanningen opgebouwde basiliek met transept en twee ter hoogte van het koor gelegen kapellen zijn tussen 1100 en 1130 in romaanse stijl gebouwd. Later zijn een toren boven het transept, veelhoekige vensters boven de apsis en een tongewelf boven de steunpilaren aan de kerk toegevoegd.
In de 13e eeuw kregen het schip en de zijbeuken naar het voorbeeld van de kathedraal van Lausanne een kruisribgewelf. In dezelfde periode is een doksaal gebouwd dat het schip scheidt van het priesterkoor.
Centraal in de Notre Dame de Valère staat een gotisch, vroeg-15e-eeuws marmeren beeld van de maagd Maria met Jezus. Het beeld is heden ten dage hoog boven het altaar geplaatst. Afbeeldingen van de apostelen, profeten en andere heiligen sieren de koorwanden.

## Betekenis van de basiliek

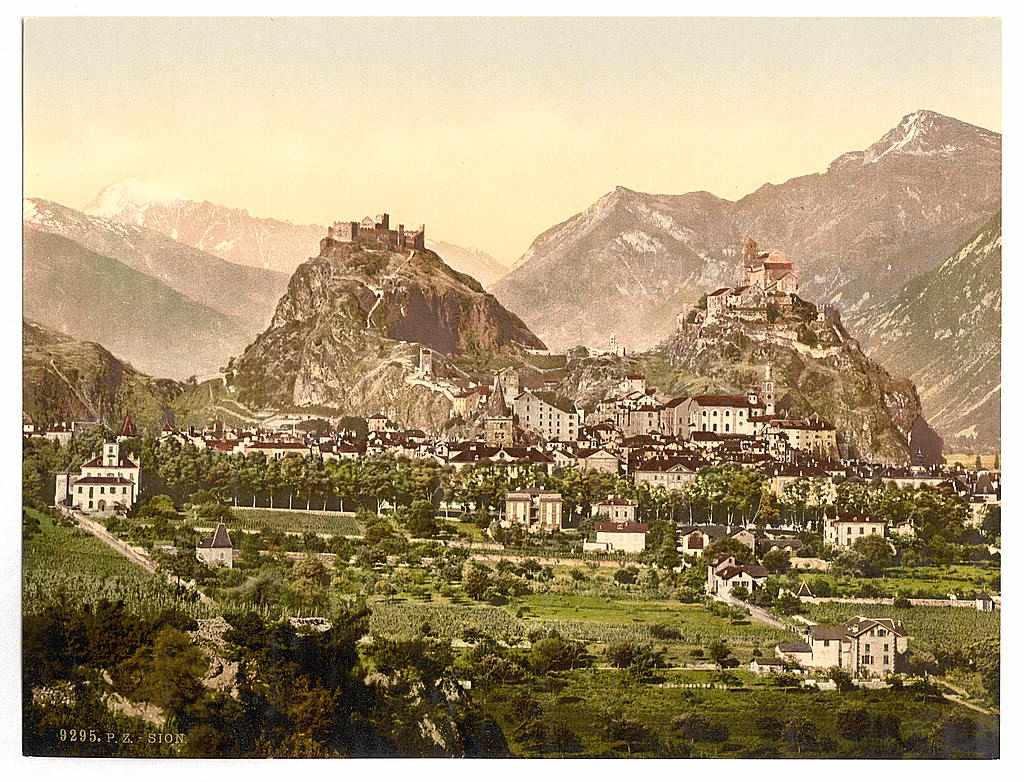
Links kasteel Tourbillon, rechts Valère, omstreeks 1900

Tot 1798 (inval van het Franse leger) was de basiliek van Valère de kathedraal van het bisdom Sion. De prins-bisschop, zowel geestelijk als wereldlijk heerser, zetelde in het kasteel Tourbillon, gelegen op de zusterheuvel tegenover de kerk. In de kerk was tevens het kapittel gevestigd.
Als gevolg van het verliezen van de status van bisschopskerk aan de Notre-Dame-du-Glarier verloor de kerk ook geleidelijk haar leidende rol bij de verering van Maria. Vanaf een later moment heeft in de basiliek de verering van de heilige Catharina van Alexandrië, de tweede patroon van Wallis plaatsgevonden. In 1987 werd de kerk door paus Johannes Paulus II tot basiliek verheven.
De basiliek heeft heden ten dage een voornamelijk toeristische functie. Er worden door gidsen op bepaalde aangegeven tijden rondleidingen door de kerk gegeven waarbij naast uitleg over specifieke onderdelen van het gebouw en zijn geschiedenis ook normaal voor publiek gesloten delen van de kerk bezocht worden. In de voormalig voor het kapittel gebruikte ruimtes bevindt zich nu het Kantonnaal Historisch Museum. Hiertoe huurt het kanton Wallis deze ruimtes en draagt zij zorg voor renovatie ervan.

## Orgel

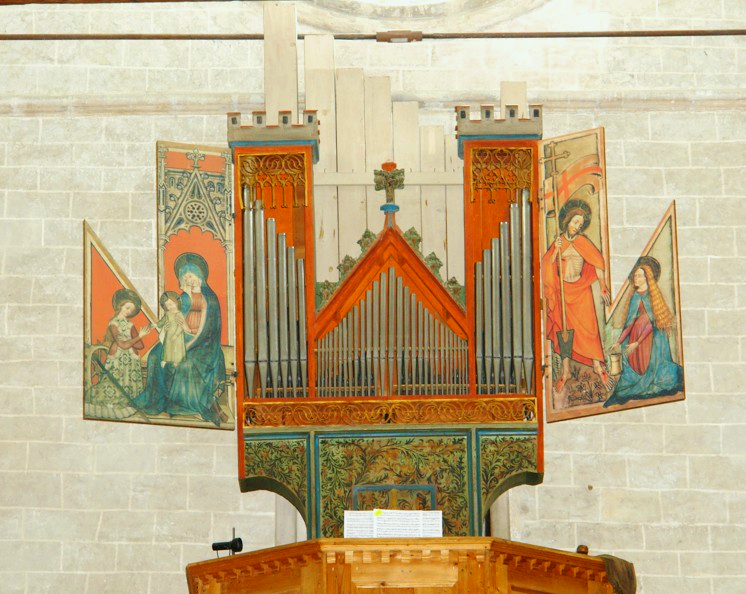
Orgel van Valeria

Aan de westzijde van het schip bevindt zich een van de oudste nog bespeelbare orgels ter wereld. Het bouwjaar van het oorspronkelijke orgel is vermoedelijk 1435. In 1687 is het instrument uitgebreid tot vier registers.
Gedurende de 19e eeuw raakte het orgel in onbruik waarna het in de jaren 50 van de 20e eeuw door conservator Maurice Wenger weer langzaam gebruiksklaar is gemaakt. Sinds 1969 is het in oorspronkelijke staat teruggebrachte orgel jaarlijks iedere zomer te beluisteren tijdens het Internationale Festival voor Oude Orgels (Festival de l'orgue ancien de Valère).
- Gemeinsame Normdatei: 4249990-2
- Library of Congress Control Number: n91123541
- MusicBrainz: 1ff8abcb-509f-4966-b127-07d9064a73a1
- Virtual International Authority File: 133832161